# Hartwig Lohmann
Hartwig Lohmann (* um 1590/95 in Itzehoe; † nach 1639 und vermutlich vor 1642) war ein deutscher Schreiber, Arzt und Laientheologe.

## Leben und Wirken
Die Namen der Eltern Hartwig Lohmanns sind namentlich ebenso unbekannt wie die seiner Frau und einer Tochter, die in Dokumenten von 1635 genannt werden. Da er gewandt schrieb und über gute Sprachkenntnisse verfügte, ist davon auszugehen, dass er eine gute Schulausbildung bekommen hatte.
Lohmann zog vermutlich gemeinsam mit Otto von Qualen, dem Propst des Klosters Preetz, nach Flensburg. Dort arbeitete er kurze Zeit später als Stadtschreiber. Nach Gesprächen und gemeinsamer Lektüre mit seinem Freund Nicolaus Knutzen Teting trat er im Februar 1622 aus Gewissensgründen von seinem Amt zurück. Nach einer Disputation mit Flensburger Geistlichen zog er zunächst nach Wobbenbüll und anschließend nach Schwabstedt.
Nachdem Theologen aus Husum Nicolaus Teting erneut angegriffen hatten, geriet Lohmann ebenfalls in diesen Konflikt. 1624 mussten beide aus diesem Grund die Herzogtümer verlassen. Lohmann arbeitete anschließend fünf Jahre als „Salzfactor“ für Brandenburg. Aufgrund des Krieges zog er nach Odense und praktizierte dort als Arzt. Ggf. hatte ihm Teting geraten, sich mit Chemie zu beschäftigen und Paracelsus zu lesen. Lohmann praktizierte hier einige Jahre erfolgreich. Zu seinen Patienten gehörte der dänische Gelehrte Holger Rosenkrantz, den diese Bekanntschaft ebenfalls in den Verdacht der Ketzerei brachte.
Der adelig bestallte Arzt Heinrich Küster (Köster), der bereits vor Lohmann nach Fünen gezogen war, löste einen neuen theologischen Streit mit Lohmanns Beteiligung aus. Ende Juli 1634 erschien eine Schrift von Friedrich Dame, in der dieser 1625 in Odense Teting und Lohmann kritisiert hatte. Die Theologen besorgten sich weitere belastende Dokumente aus Flensburg und forderten von den Regierenden, Lohmann des Landes zu verweisen. Als Grund hierfür nannten sie, dass Lohmann aufgrund seiner Akzeptanz in der Bevölkerung die öffentliche Ruhe stören könne. Die Bürger setzten sich daraufhin beim König für den beliebten Mediziner ein.
Lohmann überreichte König Christian IV. vermutlich persönlich einen Bittbrief. Der König verwies die Angelegenheit daraufhin an das oberste geistliche Gericht. Die Verhandlung fand im April 1635 in Kopenhagen statt. Nachdem Lohmann in allen Punkten widerrufen hatte, konnte er in Odense bleiben.
1639 schrieb Lohmann ein Ehrengedicht für ein Buch Lorenz Schröders, der als Organist in Kopenhagen wirkte. Er starb offensichtlich wenig später. Anna Ovena Hoyer schrieb 1642 in einem Gedicht über die „Seligen Teting und Lohmann“, wobei unklar ist, ob sie hier tatsächlich Lohmann meinte.

## Standpunkte als Theologe
Als Theologe wich Lohmann bei Streitfragen in seinen Positionen von der lutherischen Orthodoxie ab. Wie Teting vermutete er als eigentliche Ursache des Konflikts keine dogmatischen Probleme, sondern eine Auseinandersetzung von einer kleinen Gemeinde von Auserwählten, die an den Christus incordatus (den im Herzen der Gläubigen einwohnenden Christus) glaubten und dies umsetzen wollten. Dem stand die wesentlich größere Amtskirche mit einer seiner Meinung nach erstarrten theologischen Lehre entgegen. Ähnliche Standpunkte vertrat er bei Auseinandersetzungen der studierten Mediziner, die Hippokrates von Kos und Galenos Grundsätzen folgten, und den Ärzten des Adels, die dem Empiricus des Paracelsus anhingen.
Obwohl Lohmann während des Gerichtsprozesses seine Thesen widerrief, lassen ihn die wenigen bekannten Dokumente hierzu glaubwürdig erscheinen. In allen Fragen der Dogmatik bemühte er sich, den erhobenen Anklagepunkten auszuweichen und kein klares Bekenntnis abzugeben. Er formulierte klar und ernst und unterschied sich somit von seinen Widersachern, die rasch mit Verleumdungen arbeiten und denunzierten.